# Onychocella antiqua
Onychocella antiqua är en mossdjursart som först beskrevs av Busk 1858.  Onychocella antiqua ingår i släktet Onychocella och familjen Onychocellidae. Inga underarter finns listade i Catalogue of Life.